# Love Bite – Nichts ist safer als Sex
Love Bite – Nichts ist safer als Sex (Originaltitel: Love Bite) ist eine britische Horrorkomödie von Andy De Emmony aus dem Jahr 2012 mit Jessica Szohr und Ed Speleers in den Hauptrollen.

## Handlung
Im südenglischen Küstenort Rainmouth gibt es für den heranwachsenden Jamie und seine Freunde nicht viel zu tun. Die vier sehnen sich danach, endlich ihre Jungfräulichkeit zu verlieren, was aber ein hoffnungsloses Unterfangen zu sein scheint. Eines Tages trifft Jamie auf einer Party die amerikanische Bloggerin Juliana und fühlt sich gleich zu ihr hingezogen. Doch kurz nach dem Auftauchen von Juliana ereignen sich seltsame Dinge in der kleinen Ortschaft: Ein Jugendlicher nach dem anderen verschwindet spurlos, während die Polizei weitgehend untätig bleibt. Zwischen Jamie und Juliana bahnt sich eine romantische Beziehung an, obwohl Jamie vom etwas seltsamen Sid, der sich selbst als Werwolfjäger bezeichnet, vor Juliana gewarnt wird. Er hält sie nämlich für eine Werwölfin, die es auf das Fleisch von Jungfrauen abgesehen hat. Jamie lässt sich davon nicht beirren und versucht, sich Juliana anzunähern, wird von ihr aber immer wieder vertröstet. Folglich setzen die Jugendlichen alles daran, ihre Jungfräulichkeit zu verlieren.
Doch zu spät: Sie werden von dem Werwolf angegriffen, der Kevin kratzt, woraufhin er sich selbst in einen Werwolf verwandelt und auf seine Bitten von Jamie getötet wird. Dieser versucht darauf, Juliana zu töten um weiteres Unheil zu verhindern. Dabei wird er von Sid unterstützt. Es stellt sich aber heraus, dass Juliana keineswegs ein Werwolf, sondern vielmehr Mitglied einer uralten Gilde ist, die es sich zur Aufgabe gemacht hat, den Werwölfen ihre Opfer zu entziehen, indem sie sie entjungfern. Kurz bevor Juliana mit Jamie schlafen kann, werden sie allerdings vom echten Werwolf angegriffen, der Sid tötet, bevor er zur Strecke gebracht wird. Er entpuppt sich als der Polizeichef der Gemeinde. Dummerweise wurde Juliana gekratzt, bevor der Werwolf getötet wurde, weshalb sie kurz davor steht, sich selbst in einen Werwolf zu verwandeln. Sie bittet Jamie, sie zu töten. Dieser hingegen nimmt ihre Hand und kratzt sich selbst, woraufhin die beiden als Werwolfpaar gemeinsam Jagd auf unberührte Teenager machen.

## Produktion
Der Film wurde in Clacton-on-Sea, Glasgow, Largs und Millport gedreht. Die Dreharbeiten begannen am 15. September 2011. Die Veröffentlichung fand am 9. November 2012 statt.

## Rezeption
„‚Love Bite‘ ist eine lahme Sex-Komödie mit zusätzlichen Werwolf-Genre-Elementen.“